# Samurai Warriors 3
Samurai Warriors 3 (戦国無双3:, Sengoku Musō 3) é a terceira versão da série Samurai Warriors, criado pela Koei e Omega Force. Anunciado em 2 de outubro de 2008, a Koei oficializou que o jogo será lançado somente para o Wii. Em um trailer promocional mostrado no Tokyo Game Show de 2008 confirma a presença de Nobunaga Oda ainda em seus trajes do Samurai Warriors 2 e mais quatro personagens não identificados até então. Também, a dubladora americana que faz a voz de Kunoichi em Samurai Warriors: Xtreme Legends possui a mesma personagem em sua agenda.

## Promoção
Depois da segunda promoção do jogo na TGS de 2008 nenhuma novidade foi dada até que Shigeru Miyamoto, criador da série The Legend of Zelda e diretor sênior da Nintendo apareceu na conferência da Koei Tecmo para promover o novo jogo. Na conferência foram revelados novos personagens e alguns que retornam e também a participação do cantor de j-rock, GACKT, para compor e cantar o tema principal e de encerramento do jogo.
O jogo terá vários pacotes especiais chamados Treasure Box. Um possuirá um gamepad preto diferente e estilizado, próprio para ser usado no jogo. Juntamente com um disco contendo a trilha sonora,  guia de estratégia, mini figura e um livro de ilustrações. O outro pacote contém folders, um novo modelo de Wii de coloração preta, o controle especial e o jogo.
Também haverá produtos como mini-bustos de bonecos dos personagens do jogo à venda. Quem comprá-los poderá ganhar alguns tipos de chá importados. A promoção foi válida até 24 de novembro de 2009.

## Jogabilidade
Um controle clássico especial foi vendido juntamente com um pacote com o controle pró-clássico, assim como em Monster Hunter 3, ou poderão comprar o controle e o jogo separadamente. Não há porém, confirmação que o controle venha a ser lançado no ocidente. Haverá novos ataques especiais "Musou Ougi Kaiden" que aumentará o dano dos golpes com vários efeitos especiais. Nova barra de "Musō Attack" altamente detalhada. Serão aproximadamente 35 personagens, tendo alguns cortados dos jogos precedentes.
Alguns estágios retornaram e foram reformulados como; Cerco do Castelo Odawara, Batalha de Kawanakajima, Batalha de Sekigahara e a Batalha de Mikatagahara.
Em batalha os jogadores poderão usar de novos artifícios para alcançar seus objetivos como atirar de canhões e até usar animais exóticos como águias gigantes para se locomover mais rápido.

### Modos
Um mini jogo baseado em Nazo no Murasamejō, um jogo clássico da Nintendo de 1986, em que o personagem vaga no Castelo Murasame e mais quatro castelos de cores vermelha, azul, verde, amarelo e rosa. cada castelo possui um chefe que deve ser derrotado para prosseguir o jogo. O protagonista do jogo original, Takamaru, também será jogável nesse modo, juntamente com sua parceira Ayame. Também será possível escolher os personagens comuns do jogo nesse modo.

## Novos personagens
Alguns personagens farão estreia no jogo. Sendo eles:
Personagens jogáveis
- Kaihime Narita - filha do oficial do clã Hojo, Ujinara Narita e mais tarde, concubina de Hideyoshi Toyotomi. Sua arma é uma espada-chicote.[19]
- Kiyomasa Katō - oficial leal de Hideyoshi Toyotomi, e mais tarde se une a Ieyasu Tokugawa na Batalha de Sekigahara. Sua arma é uma foice.[19]
- Kanbei Kuroda - chefe estrategista de Hideyoshi Toyotomi, temido por muitos por sua aparência demoníaca. Sua arma é um orbe.[19]
- Ujiyasu Hōjō - lorde do clã Hōjō, usa um caniço com uma lâmina escondida por dentro.[16]
- Muneshige Tachibana - esposo de Ginchiyo Tachibana, usa uma espada e escudo de estilo ocidental.[17]
- Hanbei Takenaka - estrategista do clã Saito, mais tarde se une a Hideyoshi Toyotomi. Sua arma é escudo que parece um relógio contendo um ponteiro com afiado e lâminas em do lado esquerdo e direito.[20]
- Motonari Mōri - Senhor do clã Mōri. Usa uma besta acoplada em seu braço direito.[21]

Os seguintes personagens são novos, mas não serão jogáveis. Apenas possuirão design, armas e golpes diversificados dos demais personagens não jogáveis, além de terem uma certa importância na história de alguns personagens.
Personagens únicos não-jogáveis
- Masanori Fukushima - um oficial do clã Toyotomi e um dos "Sete lanças". Se une a Ieyasu Tokugawa na Batalha de Sekigahara.[22]
- Aya Gozen - irmã mais velha de Kenshin Uesugi. Lidera o clã ao lado de seu irmão e usa um naginata como arma.[23]

## Personagens confirmados que retornaram

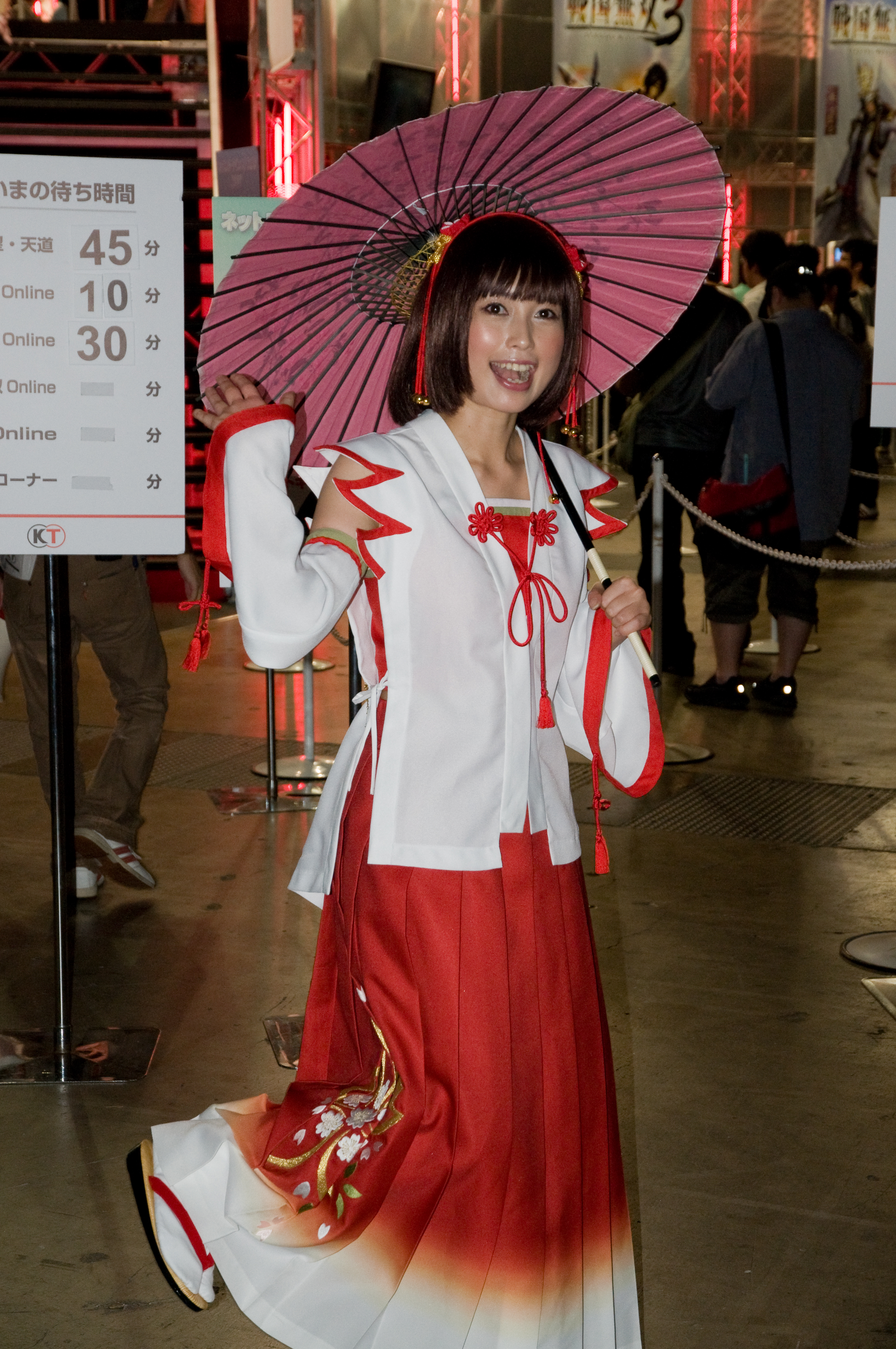
Moko Mika fazendo cosplay de Okuni em SW 3 na Tokyo Game Show 2009.

São 37 personagens jogáveis no total  (excluindo Takamaru), com 30 possuindo modo história. (*) indica os personagens que não contém modo história segundo o site oficial do jogo.
- Yukimura Sanada[24]
- Mitsunari Ishida[24]
- Kanetsugu Naoe[24]
- Tadakatsu Honda[25]
- Kenshin Uesugi[16]
- Shingen Takeda[16]
- Yoshimoto Imagawa*[16]
- Kotarō Fūma*[16]
- Ieyasu Tokugawa[16]
- Hanzō Hattori[16]
- Inahime[16]
- Magoichi Saika[17]
- Keiji Maeda[17]
- Toshiie Maeda*[17]
- Kunoichi[17]
- Yoshihiro Shimazu[17]
- Ginchiyo Tachibana[17]
- Sakon Shima[17]
- Masamune Date[17]
- Nobunaga Oda[26]
- Nō*[26]
- Ranmaru Mori*[26]
- Mitsuhide Akechi[26]
- Oichi[27]
- Nagamasa Azai[27]
- Hideyoshi Toyotomi[27]
- Nene[27]
- Okuni*[28]
- Motochika Chōsokabe[29]
- Katsuie Shibata*[30]

## Trilha sonora
A trilha sonora do jogo trará faixas novas para algumas batalhas e outras remixadas, juntamente com alguns temas de personagens. O cantor de j-rock/pop GACKT canta duas canções no jogo, "ZAN" e "Setsugetsuka". A canção "ZAN" será usada para a promoção do jogo, e aparecerá no final do jogo. O single intitulado "Setsugetsuka (The End of Silence)", que contém ambas as canções foi lançado no dia 9 de dezembro de 2009.

## Samurai Warriors 3: Xtreme Legends e Samurai Warriors 3 Z
Um novo porte chamado Samurai Warriors: 3 Xtreme Legends (戦国無双3: 猛将伝,, Sengoku Musō 3: Moushouden) e Samurai Warriors 3 Z (戦国無双3 Z, Sengoku Musō 3 Zeto) foi confirmado para Wii e PlayStation 3 consecutivamente. Ambas as versões trazem Aya Gozen e Masanori Fukushima como personagens jogáveis usando novas armas e também traz Gracia Hosokawa que fez sua estreia em Samurai Warriors 2: Xtreme Legends, que voltou como personagem jogável. Todos os personagens antes sem modo história agora possuem uma, e a expansão para o Wii, Xtreme Legends possibilitará um "remix" do jogo com a versão principal, possibilitando o uso do conteúdo destravado do mesmo em Xtreme Legends. A versão para PS3 por sua vez será a versão padrão e virá com a expansão do jogo para Wii, com seu conteúdo completo em  full HD, ela também tem um novo mini-jogo que substituiu o Nazo no Murasame Jō pertencente à Nintendo. os jogos foram lançados em 27 de janeiro de 2011 no Japão.